# Km. 5
KM 5 este un cartier al Municipiul Constanța, situat în partea de sud. Limitele acestuia sunt strada Comarnic, strada Amurgului, strada Fântânele, strada Micșunelelor, calea ferată dintre cartierul Poarta 6 și strada Prelungirea Sg. Nicolae Grindeanu. Cartierul este străbătut de una dintre cele mai importante artere ale orașului, Șoseaua Mangaliei, care conectează municipiul de sudul litoralului. Cartierul KM 5 este acoperit de numeroase linii importante de autobuz, care facilitează transportul în punctele cheie ale orașului (liniile 5-40, 5B, 13, 101, 101M).
 Acest articol despre o localitate din județul Constanța este deocamdată un ciot. Puteți ajuta Wikipedia prin completarea lui.